# Fafnir (autótípus)
A  Fafnir egy német autótípus volt, amelyet 1908 és 1926 között gyártott az aacheni 
Aachener Stahlwarenfabrik, Fafnir-Werke AG.

## A név eredete
A maga korában jól ismert típus Fafnirról, az ősi germán mondavilág egyik alakjáról kapta a nevét, aki testvérével, a törpe Reginnel együtt megölte apját és ezért sárkánygyíkká változott.

## Története
A cég eredetileg acélárukat, később motorkerékpárokat gyártott. 1904-től az Omnimobilhoz készített alkatrészeket. Igazi hírnevét  négyhengeres, oldaltvezérelt (SV), ioe rendszerű motorjairól nyerte (a szívószelep a kipufogószelep felett helyezkedett el). 1908-tól a cég
saját gyártmányú motorjaival ellátott négyhengeres autókat gyártott. Ezek az  1,5 l-estől 2,5 l-es kategóriába tartoztak és haladó műszaki színvonalat képviseltek. A sportváltozatokkal számos versenysikert értek el olyan neves versenyzők, mint Rudolf Caracciola. A legutolsó (1923 – 1926 között gyártott) modellnek 1050 cm³-es, 36,8 kW (50 DIN-LE) teljesítményű motorja volt. A legnagyobb teljesítményt -  58,8 kW (80 DIN-LE) - a korábbi 471 jelű kétliteres modell (Typ 471) feltöltővel ellátott változatával érték el.
A Fafnir gyártmányú motorokat  számos más cég használta.
A cég 1926-ban fizetésképtelenné vált és megszűnt.

## Modelljei
| Modell                      | Gyártási időszak | Hengerek száma | Lökettérfogat | Teljesítmény        | Maximális sebesség |
| --------------------------- | ---------------- | -------------- | ------------- | ------------------- | ------------------ |
| Typ 274                     | 1908–?           | Soros 4        |               | 14 PS (10,3 kW)     | 60 km/h            |
| Typ 284 (8/16 PS)           | 1909–1912        | Soros 4        | 2012 cm³      | 16 PS (11,8 kW)     | 70 km/h            |
| Typ 384 (10/25 PS)          | 1910–1914        | Soros 4        | 2496 cm³      | 25 PS (18,4 kW)     | 75 km/h            |
| Typ 486 (6/16 PS)           | 1913–1920        | Soros 4        | 1559 cm³      | 16 PS (11,8 kW)     | 60 km/h            |
| Typ 394 (14/35 PS)          | 1914             | Soros 4        | 3990 cm³      | 35 PS (25,8 kW)     | 85 km/h            |
| Typ 471 (9/30 PS / 9/36 PS) | 1911–1927        | Soros 4        | 2250 cm³      | 30–36 PS (22–27 kW) | 60–70 km/h         |
| Typ 472 (8/22 PS)           | 1914–1920        | Soros 4        | 2100 cm³      | 22 PS (16 kW)       | 50 km/h            |
| 8/50 PS Sport               | 1923–1927        | Soros 4        | 2000 cm³      | 50 PS (37 kW)       |                    |
| Typ 476 LC (9/36 PS)        | 1925- ?          | Soros 4        | 2268 cm³      | 36 PS (26 kW)       | ? km/h             |

## Képgaléria

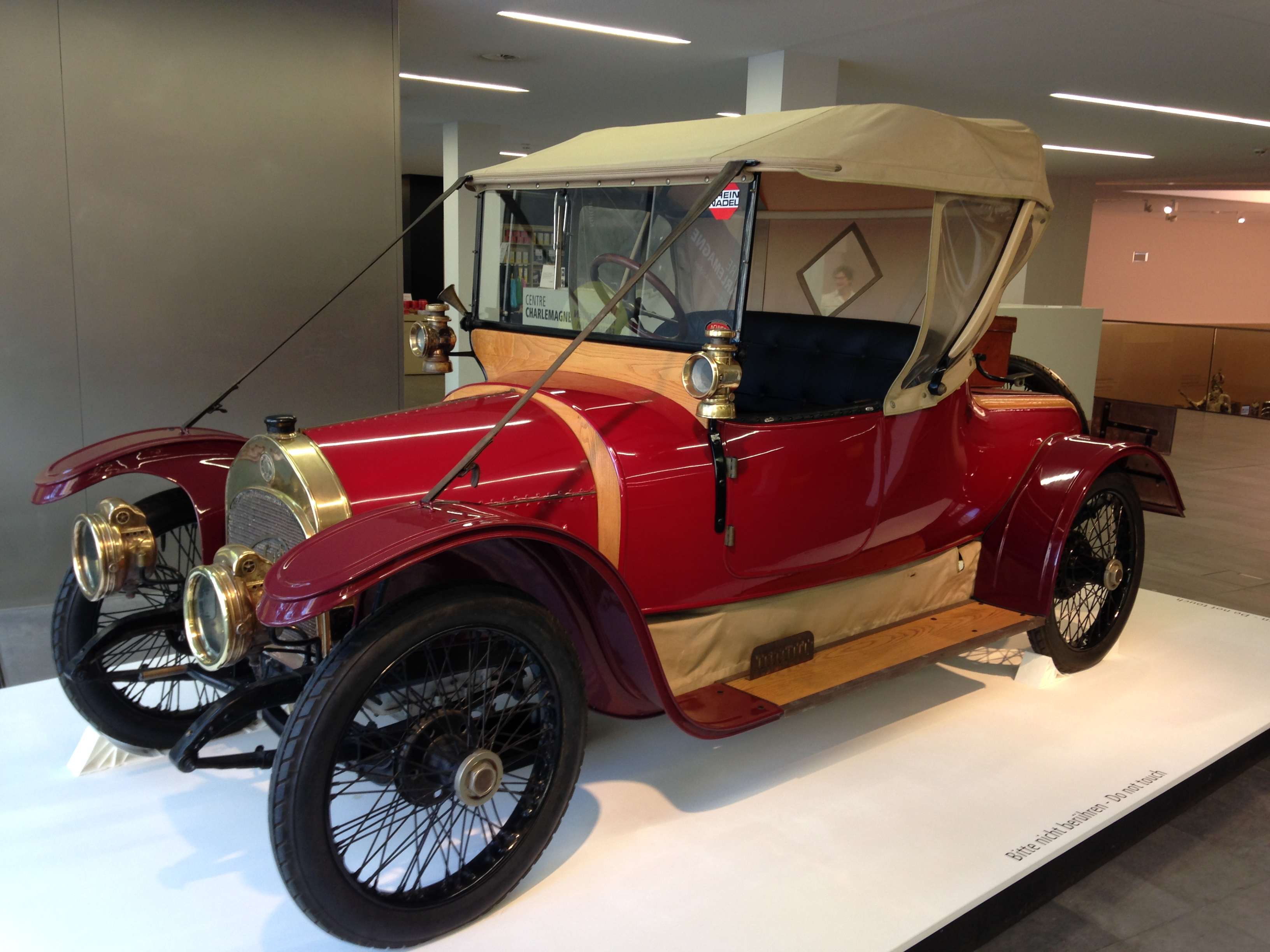
Fafnir Typ 471
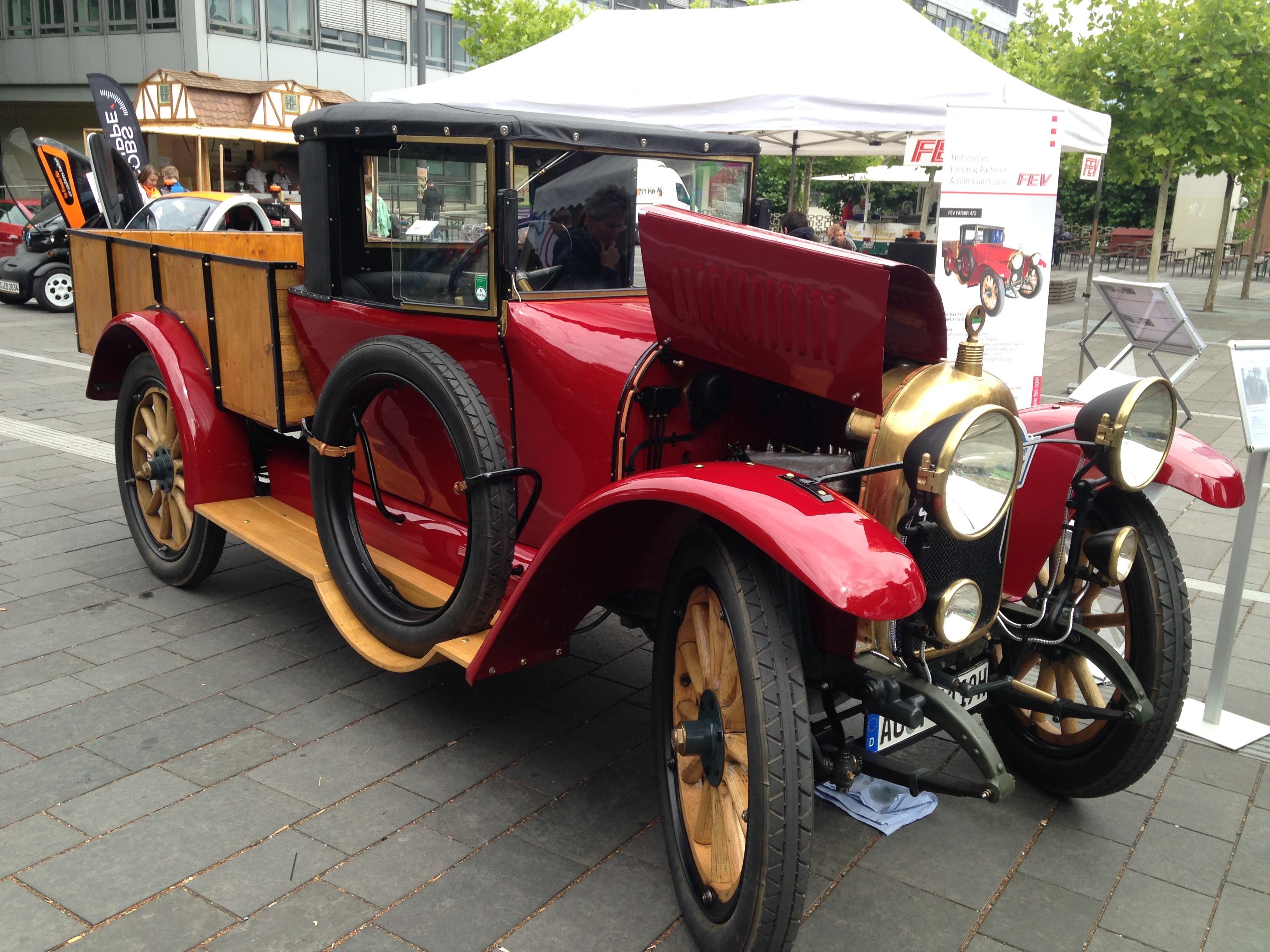
Egy restaurált Fafnir 472 2015-ben
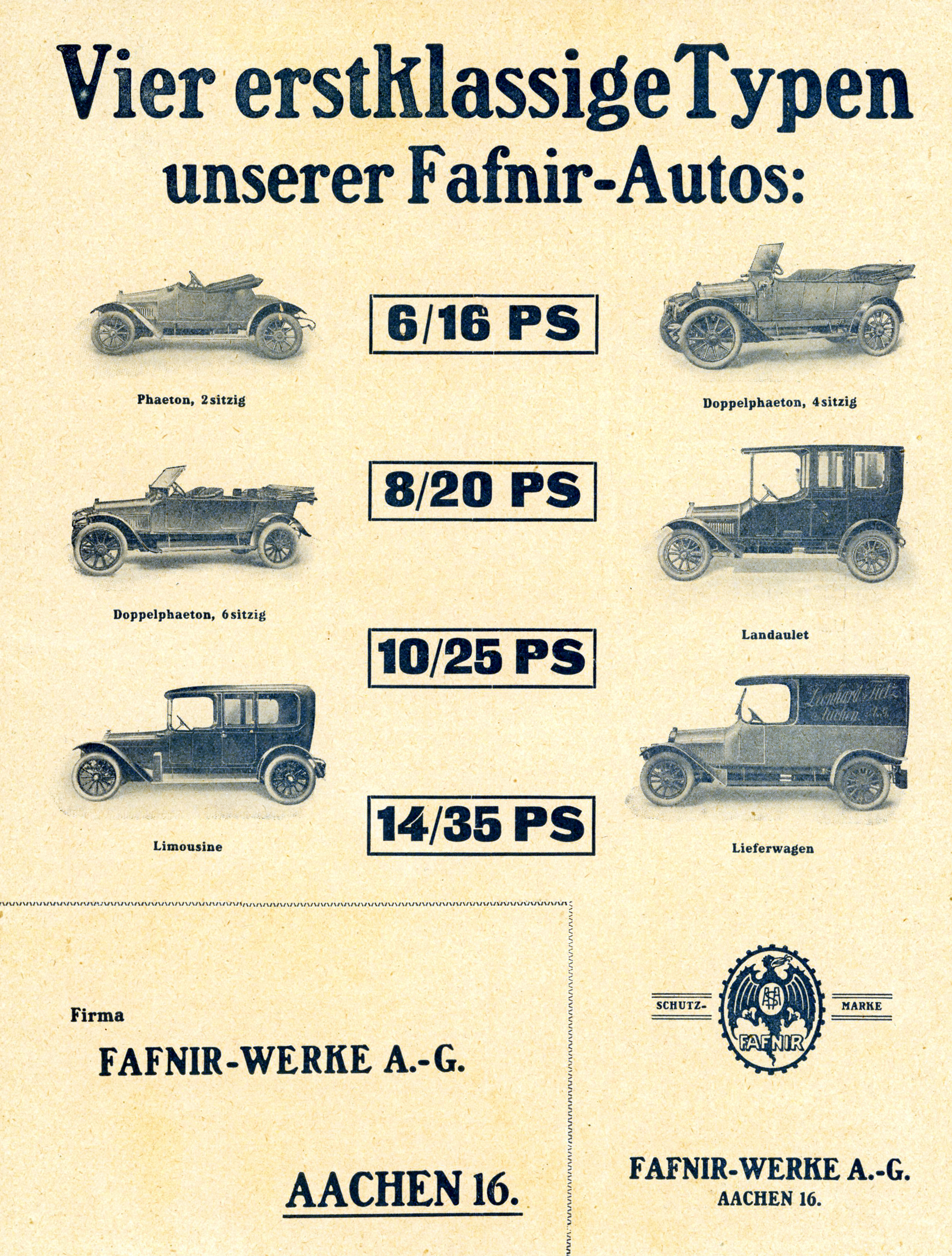
Fafnir-reklám 1912-ből

## Fordítás
- Ez a szócikk részben vagy egészben  a   Fafnir-Werke című német Wikipédia-szócikk fordításán alapul.  Az eredeti cikk szerkesztőit annak laptörténete sorolja fel. Ez a jelzés csupán a megfogalmazás eredetét és a szerzői jogokat jelzi, nem szolgál a cikkben szereplő információk forrásmegjelöléseként.